# Такенокосі Сігемару
Сігемару Такенокосі (яп. 竹腰 重丸, нар. 15 лютого 1906, Усукі — пом. 6 жовтня 1980, Бункьо, Токіо) — японський футболіст, що грав на позиції нападника. По завершенні ігрової кар'єри — футбольний тренер. Грав та тренував національну збірну Японії.

## Клубна кар'єра
У футбол грав з 1925 року за футбольну команду Токійського університету, яку покинув по завершенні навчання у 1930 році і на клубному рівні більше не грав.

## Виступи за збірну
1925 року дебютував в офіційних матчах у складі національної збірної Японії. Протягом кар'єри у національній команді провів у формі головної команди країни лише 5 матчів, забивши 1 гол. У 1936 році був у заявці команди на Олімпійських іграх у Берліні, проте на поле не виходив.

## Кар'єра тренера
Здобувши в Університеті Токіо професію фізичного виховання, Такенокосі 1934 році, а потім в період 1938-1940 років займав пост тренера національної збірної Японії. Згодом, з 1951 року знову очолював японську збірну, де працював до 1959 року (крім короткого періоду у 1957 році), і керував командою на Олімпійських іграх 1956 року в Мельбурні.
Паралельно з 1929 року був у вищому керівництві JFA, під час Другої світової війни був мобілізований як офіцер військово-морського флоту. Він пішов у відставку з усіх посад у 1974 році.
Помер 6 жовтня 1980 року на 75-му році життя у токійському районі Бункьо. Після його смерті був включений в Футбольний зал слави Японії.

## Статистика
Статистика виступів у національній збірній
| Збірна Японії | Збірна Японії | Збірна Японії |
| Роки          | Ігри          | голи          |
| ------------- | ------------- | ------------- |
| 1925          | 1             | 0             |
| 1926          | 0             | 0             |
| 1927          | 2             | 1             |
| 1928          | 0             | 0             |
| 1929          | 0             | 0             |
| 1930          | 2             | 0             |
| Усього        | 5             | 1             |